# Шёне, Василий Иванович
Василий (Вильгельм) Иванович Шёне (нем. Wilhelm Bernhard Elias Schoene) — русский архитектор, работавший в Санкт-Петербурге в конце XIX и начале XX века. 
Родился в Петербурге, в семье петербургского купца немецкого происхождения Иогана Шёне. Учился на гимназическом отделении Петришуле с 1881 по 1885 год.
Поступил в Академию художеств в 1886 году, закончил обучение в 1892-м с двумя серебряными медалями. 5 ноября 1894-го получил звание классного художника 2 степени. 
В 1890-е годы работал архитектором в Главном инженерном управлении Петербурга. 
Один из первых мастеров модерна.

## Произведения
- Доходный дом, наб. Канала Грибоедова, 65. 1894, совместно с В. И. Чагиным;
- Доходный дом, пр. Римского-Корсакова, 20. 1896, надстройка;
- Особняк А. Ф. Кельха, ул. Чайковского, 28. 1896—1897, перестройка, завершён в 1903 К. К. Шмидтом;
- Особняк Е. К. Гаусвальд, 2-я Берёзовая аллея, 32/Боковая аллея, 14. 1898, совместно с В. И. Чагиным;
- Особняк С. И. Книрши, наб. реки Карповки, 22. Перестройка, расширение, 1899, совместно с В. И. Чагиным;
- Особняк В. И. Шене, Сквозной проезд, 3. 1903—1904;
- Особняк Я. Я. Бельзена, 2-я Берёзовая аллея, 2. 1903—1904 (не сохранился);
- Дача П. И. Гозе, Большая аллея, 12. 1904—1905. Сохранилась частично;
- Доходный дом Н. В. Спиридонова. Фурштадская ул., 60. 1904—1905;
- Усадьба Г. А. Гау, Западная аллея, 11-13. 1904—1907 (не сохранилась);
- Доходный дом, ул. Тонева, 17. 1905 (не сохранился);
- Доходный дом, Малый пр-т Петроградской стороны, 71 / Подрезова ул., 15 / Бармалеева ул., 18. 1907;
- Доходный дом, Большой Сампониевский проспект, 84, 1908;
- Дача, ул. Рядовая, 24-26/Пролетарский пр-т, 55. 1910;
- Доходный дом, ул. Достоевского, 6. 1912—1913;
- Доходный дом, ул. Херсонская, 19. 1913;
- Доходный дом, ул. Большая Разночинная, 16. 1913 (не сохранился);
- Доходный дом Н. В. Чайковского, Невский пр-т, 67. 1915—1916, совместно с А. А. Максимовым[4].